# Karina
Karina je ženské křestní jméno. Podle českého kalendáře má svátek 2. ledna.
Jméno vzniklo splynutím dvou obdobně znějících jmen. Italské Carina („hezká, milá“) a severské zkráceniny Kathariny („čistá, cudná“).

## Statistické údaje

### Pro jméno Karina
Následující tabulka uvádí četnost jména v ČR a pořadí mezi ženskými jmény ve srovnání dvou roků, pro které jsou dostupné údaje MV ČR – lze z ní tedy vysledovat trend v užívání tohoto jména:
| Rok       | Četnost    | Pořadí     |
| 1999      | 582        | 281.       |
| 2002      | 600        | 277.       |
| 2016      | 904        | 429.       |
| Porovnání | o 322 více | o 148 hůře |

Změna procentního zastoupení tohoto jména mezi žijícími ženami v ČR (tj. procentní změna se započítáním celkového úbytku žen v ČR za sledované tři roky) je +3,9%.

### Pro jméno Karin
| Rok       | Četnost    | Pořadí    |
| 1999      | 2 939      | 146.      |
| 2002      | 2 995      | 145.      |
| 2016      | 3 841      | 243.      |
| Porovnání | o 902 více | o 97 hůře |

Změna procentního zastoupení tohoto jména mezi žijícími ženami v ČR (tj. procentní změna se započítáním celkového úbytku žen v ČR za sledované tři roky) je +2,7%.

## Známé nositelky jména

### Carina
- Carina Damm – brazilská bojovnice Jiu Jitsu
- Carina Gödecke – německá politička
- Carina Jahn – fotografka
- Carina Wiese – německá herečka
- Carina Zampini – argentinská herečka

### Karina
- Karina – vl. jm. María Isabel Llaudes Santiago, (*1946) – španělská zpěvačka a herečka
- Karina Bílková – česká sportovní lezkyně
- Karina Habšudová – slovenská tenistka
- Karina Lombard – herečka
- Karina Månsdotter – švédská královna
- Karina Rchichev - česká dětská herečka

### Karin
- Karin Babinská – česká režisérka
- Karin Leschová – švýcarsko-německá herečka
- Karin Krebsová (rozená Burneleit) – německá atletka
- Karin Savková – slovenská modelka
- Karin Schererová – slovenská házenkářka, vítězka zlatého triple
- Karin Haydu - slovenská herečka a moderátorka

### Kari
- Kari Härkönen – finská běžkyně na lyžích